# Lista portów lotniczych na Antarktydzie
Trwa dyskusja nad usunięciem tego artykułu, kliknij i weź w niej udział.
Lista portów lotniczych na Antarktydzie, ułożona alfabetycznie według kodów ICAO. Uwzględnia tylko obiekty posiadające pas startowy / pole lądowań o długości miminum 1000 metrów.
| stacja / osada                   | terytorium                                                                                       | ICAO   | Port lotniczy                               |
| -------------------------------- | ------------------------------------------------------------------------------------------------ | ------ | ------------------------------------------- |
| Concordia                        | Australijskie Terytorium Antarktyczne                                                            | AT03   | Lotnisko Concordia                          |
| Mid Point                        | Australijskie Terytorium Antarktyczne                                                            | AT14   | Lotnisko Mid Point                          |
| Mołodiożnaja                     | Australijskie Terytorium Antarktyczne                                                            | AT15   | Lotnisko Mołodiożnaja                       |
| Neumayer III                     | Ziemia Królowej Maud                                                                             | AT16   | Lotnisko Neumayer                           |
| Nowołazariewskaja Maitri         | Ziemia Królowej Maud                                                                             | AT17   | Baza lotnicza ALCI                          |
| Odell Glacier                    | Australijskie Terytorium Antarktyczne                                                            | AT18   | Lotnisko Odell Glacier                      |
| Plateau                          | Ziemia Królowej Maud                                                                             | AT20   | Lotnisko Plateau                            |
| Sitry                            | Australijskie Terytorium Antarktyczne                                                            | AT23   | Lotnisko Sitry                              |
| Sky Blu                          | Chilijskie Terytorium Antarktyczne · Antarktyda Argentyńska · Brytyjskie Terytorium Antarktyczne | AT24   | Lotnisko Sky Blu                            |
| Syowa Bharati                    | Ziemia Królowej Maud                                                                             | AT25   | Lotnisko Syowa-Bharati                      |
| Thiel Mountains                  | Chilijskie Terytorium Antarktyczne                                                               | AT26   | Lotnisko Thiel Mountains                    |
| Troll                            | Ziemia Królowej Maud                                                                             | AT27   | Lotnisko Troll                              |
| Wostok                           | Australijskie Terytorium Antarktyczne                                                            | AT28   | Lotnisko Wostok                             |
| Nowołazariewskaja                | Ziemia Królowej Maud                                                                             | GC0051 | Lotnisko Nowołazariewskaja                  |
| McMurdo Scott Base               | Dependencja Rossa                                                                                | NZFX   | Lotnisko Phoenix                            |
| McMurdo Scott Base               | Dependencja Rossa                                                                                | NZIR   | Ice Runway                                  |
| Amundsen-Scott                   | Biegun południowy                                                                                | NZSP   | Lotnisko im. Jacka F. Paulusa               |
| Zucchelli                        | Dependencja Rossa                                                                                | NZTB   | Lotnisko Zucchelli                          |
| McMurdo                          | Dependencja Rossa                                                                                | NZWD   | Lotnisko McMurdo                            |
| Petrel                           | Chilijskie Terytorium Antarktyczne · Antarktyda Argentyńska · Brytyjskie Terytorium Antarktyczne | SA47   | Lotnisko Petrel                             |
| Marambio                         | Chilijskie Terytorium Antarktyczne · Antarktyda Argentyńska · Brytyjskie Terytorium Antarktyczne | SAWB   | Port lotniczy Marambio                      |
| Union Glacier Glaciar Unión      | Chilijskie Terytorium Antarktyczne                                                               | SCGC   | Lotnisko Union Glacier                      |
| Patriot Hills                    | Chilijskie Terytorium Antarktyczne                                                               | SCPZ   | Lotnisko Patriot Hills                      |
| Presidente Eduardo Frei Montalva | Chilijskie Terytorium Antarktyczne · Antarktyda Argentyńska · Brytyjskie Terytorium Antarktyczne | SCRM   | Port lotniczy Teniente Rodolfo Marsh Martin |
| Casey                            | Australijskie Terytorium Antarktyczne                                                            | YCSK   | Lotnisko Casey                              |
| Casey                            | Australijskie Terytorium Antarktyczne                                                            | YWKS   | Lotnisko Wilkins                            |
| Belgia                           | Ziemia Królowej Maud                                                                             |        | Lotnisko Perseus                            |
| Princesse-Élisabeth              | Ziemia Królowej Maud                                                                             |        | Lotnisko Princesse-Élisabeth                |